# 熊谷和海
 熊谷 和海 （くまがい かずうみ、1992年5月20日 - ）は、日本の音楽家である。BURNOUT SYNDROMESのボーカル、ギター、作詞・作曲を担当。血液型はAB型。同志社大学中退。あだ名はくまさん。

## 来歴
中学1年生のときに「バンドやろう」と誘われ、音楽を聴くようになり作詞・作曲を始めた。ギターは、メンバーの石川に言われて始めるようになった。
2005年5月4日 石川がゲームセンターで「Drummania」に没頭していた廣瀬をバンドに誘い、BURNOUT SYNDROMESを結成。
2010年 一時受験のためバンドの活動を休止。
2016年3月2日 同バンドの「FLY HIGH!!」でメジャー・デビュー。

## 人物
- 好きな色は赤。メンバーの中で静かである。チャームポイントはキューティクルであると自身で語る。前髪で顔が見えない。休みの日は基本的に寝て過ごす。マンガやゲームが趣味。
- 熊谷の父親がギターを持っていたので、「ギターやれ」と言われて抵抗なく始めた。独特で技術的なギターの弾き方をする。
- 好きなアーティストは、BUMP OF CHICKEN、ASIAN KUNG-FU GENERATIONなど。好きな曲は吉田拓郎の「今日までそして明日から」。
- 小説が好きであり、同バンドのジャンルである「青春文學ロック」であり、楽曲制作は主に小説、映画、漫画を題材にして書くことが多い。日本語の美しさを大切にした文学的なリリックな楽曲が特徴。

## 出演

### ラジオ番組
- BURNOUT SYNDROMES 熊谷和海 俺の妄想を越えてゆけ！（2021年10月2日 - 12月25日、文化放送『A&Gリクエストアワー 阿澄佳奈のキミまち!』内）
- A&G TRIBAL RADIO エジソン（2024年5月11日 文化放送）
- ＃さえのわっふる (2024年12月16日 RKBラジオ)
- music×serendipity (2024年12月16日 LOVE FM)
- KBC MUSIC PROGRAM "FUZZ" (2024年12月16日 KBCラジオ)
- DIG!!!!!!!! FUKUOKA (2024年12月17日 FM福岡)
- サシデガタリ (2024年12月25日 CROSS FM)

### インターネット配信
- 東山奈央のラジオ@リビング (2024年5月27日 超!A&G+)
- ノン子とのび太のアニメスクランブル (2024年12月4日 超!A&G+)

## 楽曲提供
| アーティスト | 曲名            | 担当                           | 収録作品                      | 出典  |
| ------------ | --------------- | ------------------------------ | ----------------------------- | ----- |
| 駒形友梨     | Love is Action! | 作詞・作曲・編曲               | 4thミニアルバム『Night Walk』 | [ 2 ] |
| 駒形友梨     | 創だらけの詩    | 作詞・作曲・編曲               | 1stアルバム『stella』         | [ 3 ] |
| 風神RIZING!  | SWORD!          | 作詞・作曲・編曲               | 1stアルバム『ピース!』        | [ 4 ] |
| JAXX/JAXX    | STORM’s EYE     | 作詞・作曲                     | 1stEP『SuperStar EP』         | [ 5 ] |
| JAXX/JAXX    | A.P.P.L.E       | 作詞・作曲                     | 1stEP『SuperStar EP』         | [ 5 ] |
| CHiCO        | イバラヒメ      | 作詞・作曲                     | 1stソロEP『PORTRAiT』         | [ 6 ] |
| ASCA         | 上海小夜曲      | 作詞・作曲・編曲               | 3rdアルバム『VIVID』          | [ 7 ] |
| JAXX/JAXX    | RAYS            | 作詞・作曲・編曲               | 1stアルバム『JAXXPOT TIME』   | [ 8 ] |
| JAXX/JAXX    | 弱虫勇者        | 作詞・作曲・編曲・プロデュース | 1stアルバム『JAXXPOT TIME』   | [ 8 ] |